# دانشگاه کلمن
دانشگاه کلمن (۱۹۶۳–۲۰۱۸) یک دانشگاه خصوصی متمرکز بر آموزش فناوری اطلاعات و واقع در سن دیگو، کالیفرنیا بود. کلمن دارای برنامه درسی مبتنی بر فناوری با برنامه‌های آکادمیک در مقطع کارشناسی، کارشناسی ارشد و آموزش از راه دور بود و توسط شورای اعتباربخشی برای کالج‌ها و مدارس مستقل مورد تأیید قرار گرفت.
دانشگاه کلمن (در اصل مؤسسه اتوماسیون سن دیگو) در ۱۳ نوامبر ۱۹۶۳ توسط دکتر کلمن فور تأسیس شد. کلمن یک دپارتمان آموزش عمومی ایجاد کرد که در آن دوره‌هایی با تأکید بر زبان انگلیسی و ارتباطات، ریاضیات، علوم اجتماعی، علوم انسانی و مدیریت ارائه می‌شد.